# FFA BDe 4/4 II
| BDe 4/4 II                                         | BDe 4/4 II            | BDe 4/4 II            | BDe 4/4 II             |
| -------------------------------------------------- | --------------------- | --------------------- | ---------------------- |
| BDe 4/4 II 42 der Appenzeller Bahnen in Appenzell. |                       |                       |                        |
| Bauartbezeichnung:                                 | CJ BDe 4/4 II         | AB BDe 4/4 II         | AB BDe 4/4 II          |
| Nummerierung:                                      | 611–614               | 31–33 ab 2006: 41–43  | 34, 35 ab 2006: 44, 45 |
| Hersteller:                                        | FFA, SIG, BBC         | FFA, SIG, BBC         | SWA, SIG, ABB          |
| Baujahr(e):                                        | 1985                  | 1986                  | 1993                   |
| Achsfolge:                                         | Bo’Bo’                | Bo’Bo’                | Bo’Bo’                 |
| Spurweite:                                         | 1000 mm (Meterspur)   | 1000 mm (Meterspur)   | 1000 mm (Meterspur)    |
| Länge über Kupplung:                               | 18 730 mm             | 18 700 mm             | 18 700 mm              |
| Gesamtradstand:                                    | 14 630 mm             | 14 630 mm             | 14 630 mm              |
| Dienstmasse:                                       | 36,0 t                | 36,0 t                | 37,5 t                 |
| Reibungsmasse:                                     | 36,0 t                | 36,0 t                | 37,5 t                 |
| Höchstgeschwindigkeit:                             | 90 km/h               | 75 km/h               | 75 km/h                |
| Stundenleistung:                                   | 820 kW                | 820 kW                | 820 kW                 |
| Anfahrzugkraft:                                    | 130 kN                | 130 kN                | 130 kN                 |
| Stundenzugkraft:                                   | 67,2 kN bei 42,3 km/h | 67,2 kN bei 42,3 km/h | 67,2 kN bei 42,3 km/h  |
| Triebraddurchmesser:                               | 750 mm                | 750 mm                | 750 mm                 |
| Stromsystem:                                       | 1500 V =              | 1500 V =              | 1500 V =               |
| Anzahl Fahrmotoren:                                | 4                     | 4                     | 4                      |
| Sitzplätze:                                        | 39                    | 39                    | 39                     |
| Klassen:                                           | 2. Klasse             | 2. Klasse             | 2. Klasse              |
| Ladefläche:                                        | 7,5 m²                | 7,5 m²                | 7,2 m²                 |

BDe 4/4 II ist die Serienbezeichnung für meterspurige Triebwagen mit Zweitklass- und Gepäckabteil der Chemins de fer du Jura (CJ) und der Appenzeller Bahnen (AB). Die Fahrzeuge der CJ tragen die Betriebsnummern 611–614, die der AB die Nummern 41–45.

## Erste Serie: CJ-Nummern 611–614 und AB-Nummern 41–43

### Geschichte
Die Chemins de fer du Jura (CJ) bewältigten auf ihrem Schmalspurnetz bis 1985 den Verkehr mit den BDe 4/4 I und De 4/4, die aus den Jahren 1952/53 stammen.
Die einzigen neueren Triebwagen der damaligen Appenzeller Bahn (AB) waren die beiden 1968 gelieferten BDe 4/4 I 46–47. Die AB waren damals noch auf die ABe 4/4 aus dem Jahr 1933 angewiesen.
Zur Modernisierung ihres Rollmaterials bestellten die beiden Bahnunternehmen gemeinsam bei den Flug- und Fahrzeugwerken Altenrhein (FFA), der Schweizerischen Industrie-Gesellschaft (SIG) und bei Brown, Boveri & Cie. (BBC) sieben neue Triebwagen.

### Technik

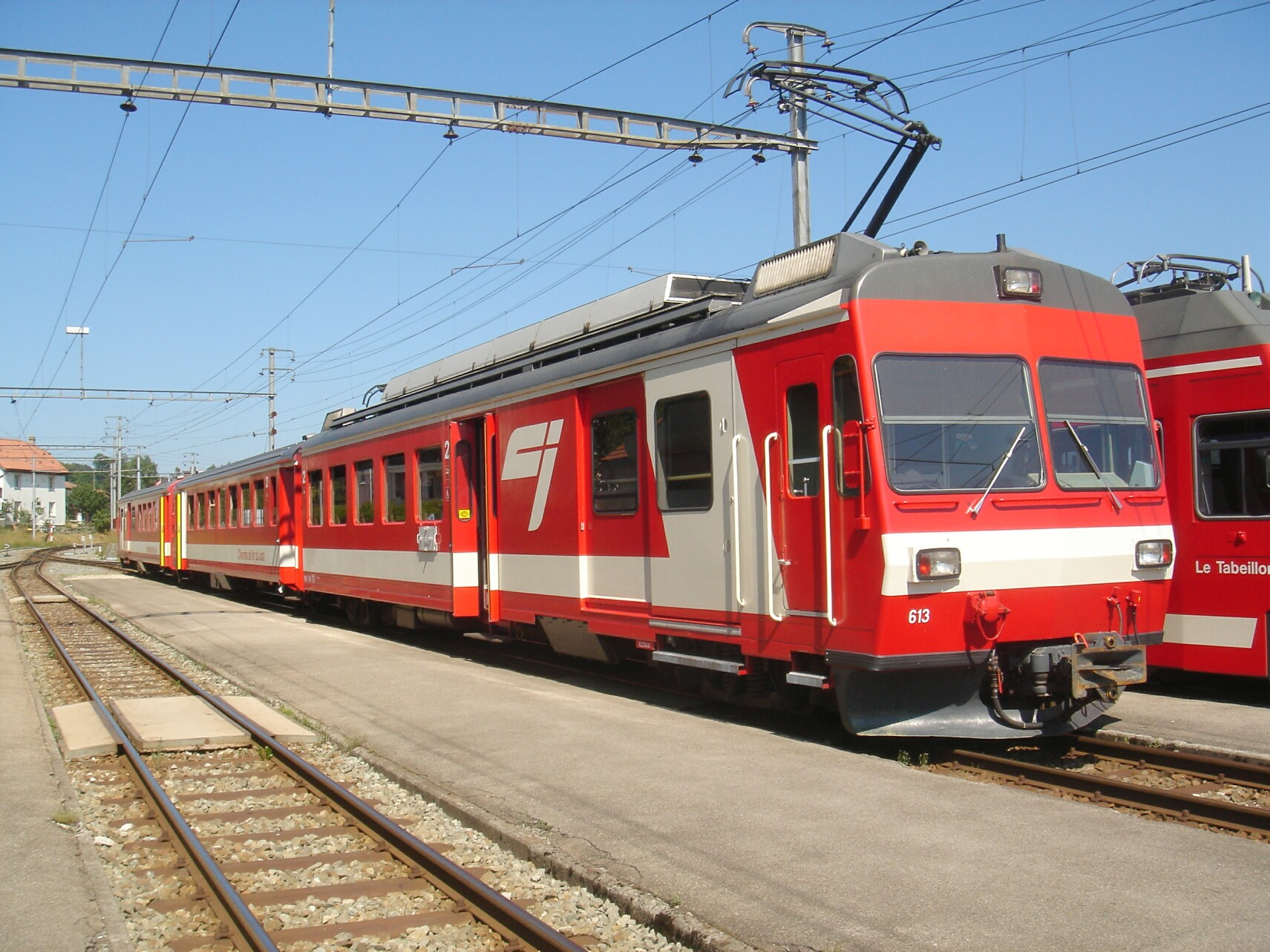
Pendelzug der Chemins de fer du Jura mit dem BDe 4/4 613 in Le Noirmont.

Als Vorbild für die BDe 4/4 II dienten die Zahnradtriebwagen BDeh 4/4 11 bis 15 der St. Gallen-Gais-Appenzell-Altstätten-Bahn (SGA), denen sie auch optisch gleichen. Die Einstiege mit Falttüren sind jedoch nicht zwischen den Personenabteilen, sondern zwischen dem Gepäck- und dem Personenabteil angeordnet. Das Gepäckabteil ist etwas grösser als bei den Vorgängern der SGA. Alle diese Triebwagen besitzen nur einen Führerstand. Auf der anderen Seite befindet sich ein Wagenübergang, so dass sie nur zusammen mit einem Steuerwagen verkehren können. Die BDe 4/4 II der CJ und der AB tragen einen ähnlichen roten Anstrich mit weissem Streifen.
Trotz der gleichen elektrischen Ausrüstung mit Hüpfersteuerung sind die BDe 4/4 II 8,5 Tonnen leichter als die SGA-Triebwagen BDeh 4/4, da auf den Zahnradantrieb verzichtet werden konnte.
Die analoge elektrische Ausrüstung und gleiche Drehgestelle wie die BDe 4/4 II hat der 1986 umgebaute Gepäcktriebwagen De 4/4 II 411 der CJ. Seine Vielfachsteuerung ist kompatibel mit den BDe 4/4 II und den zugehörigen Steuerwagen.

### Namen und Wappen
Die Triebwagen der AB tragen folgende Namen und Wappen:
- BDe 4/4 II 41: Gossau SG
- BDe 4/4 II 42: Herisau
- BDe 4/4 II 43: Gonten

## Zweite Serie: AB-Nummern 44 und 45

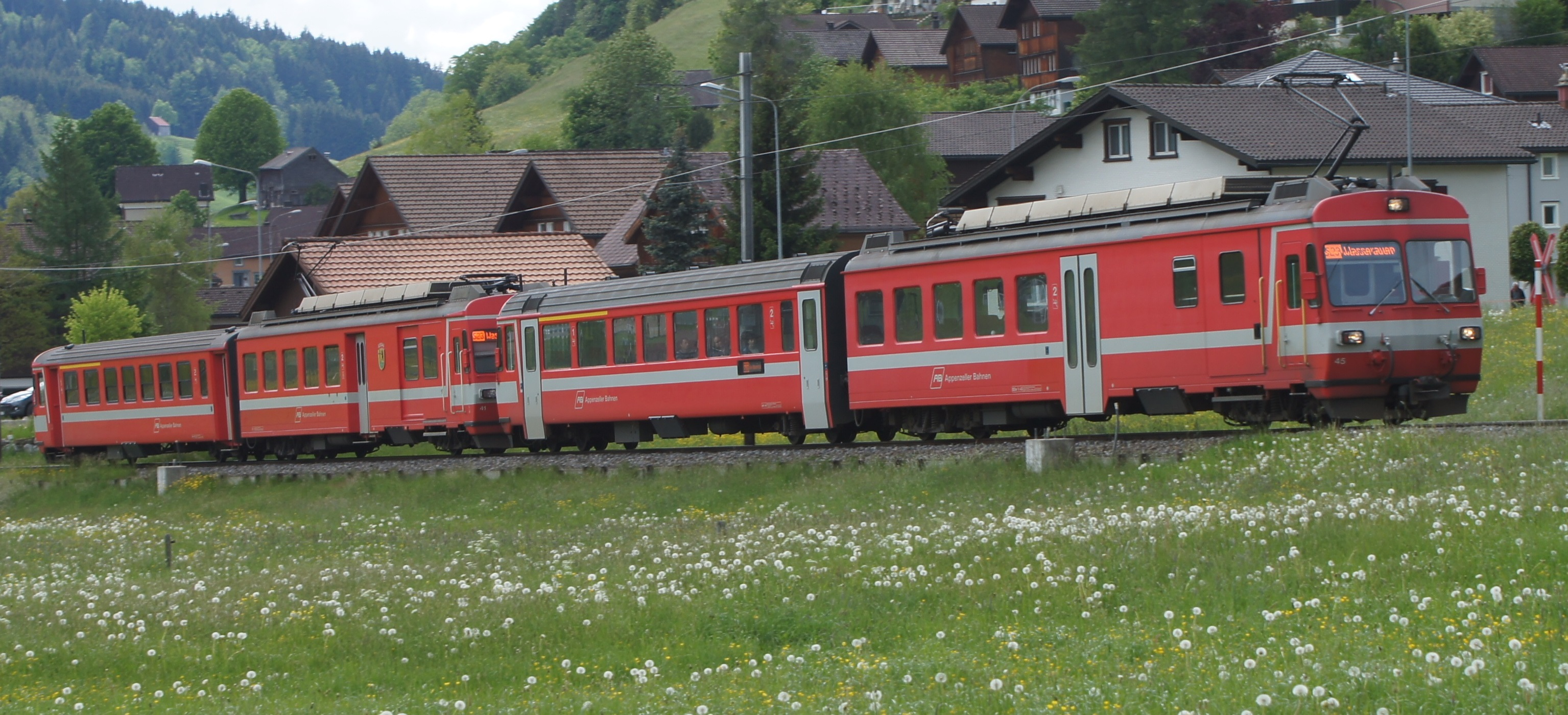
Triebwagen BDe 4/4 II 45 (vorne, mit Aussenschwingtüren) und 41 (links, mit Falttüren) der AB zwischen Jakobsbad und Gonten.

1989 fusionierten die Appenzeller Bahn (AB) und die SGA zu den Appenzeller Bahnen (AB). Die neue Bahngesellschaft ergänzte 1993 ihren Fahrzeugbestand mit den BDe 4/4 II 34–35 und BDeh 4/4 II 16–17. Obwohl die elektrische Ausrüstung mit der Hüpfersteuerung inzwischen nicht mehr dem Stand der Technik entsprach, entschieden sich die AB aus Kostengründen für einen Nachbau der in den achtziger Jahren gebauten Triebwagen. Erkennbar sind die Fahrzeuge der Nachbestellung an den aussenbündigen Aussenschwingtüren an Stelle der in einer Nische eingebauten Falttüren.
Einiges änderte sich bei den Lieferanten. Die FFA wurde an Schindler verkauft und das Werk in Altenrhein unter dem Namen Schindler Waggon Altenrhein (SWA) betrieben. BBC als Lieferant des elektrischen Teil wurde zu einem Teil des ABB-Konzerns.

## Zugehörige Steuer- und Zwischenwagen
Zur Bildung von Pendelzügen beschafften die beiden Bahnen bei den FFA zugehörige Steuerwagen. Um dreiteilige Pendelzüge bilden zu können, ergänzten die CJ ihre Bestellung mit sechs Zweitklasswagen. Sie gehören wie die Steuerwagen zu den Einheitswagen II.
Zur zweiten Serie beschafften die AB Wagen des neueren Typs PA-90. Zu den B 234–235 und ABt 134–135 kamen sechs Zwischenwagen und zwei Steuerwagen mit Zahnradbremse für die ehemalige SGA-Strecke dazu.
| Bahn | Serie | Nummer   | Baujahr | Gewicht | Plätze 1. Kl. | Plätze 2. Kl. | Länge     | Höchstge- schwindigkeit | Hersteller    | Typ       | Bemerkung                   |
| ---- | ----- | -------- | ------- | ------- | ------------- | ------------- | --------- | ----------------------- | ------------- | --------- | --------------------------- |
| CJ   | ABt   | 711–714  | 1985    | 16,0 t  | 12            | 39            | 19 160 mm | 90 km/h                 | FFA, BBC      | EW II     |                             |
| CJ   | ABt   | 715      | (1986)  | 16,2 t  | 8             | 40            | 18 840 mm | 90 km/h                 | FFA, BBC, CJ  | EW II     | 2009 umgebaut aus dem B 756 |
| CJ   | BDt   | 721, 722 | 1986    | 15,3 t  | –             | 39            | 19 160 mm | 90 km/h                 | FFA, BBC      | EW II     |                             |
| CJ   | B     | 751–756  | 1986    | 15,7 t  | –             | 64            | 18 640 mm | 90 km/h                 | FFA           | EW II     | B 756 umgebaut zum ABt 715  |
| AB   | ABt   | 141–143  | 1986    | 15,5 t  | 12            | 39            | 19 160 mm | 75 km/h                 | FFA, BBC      | EW II     | vor 2006 Nr. 131–133        |
| AB   | ABt   | 144–145  | 1993    | 18,0 t  | 12            | 38            | 19 130 mm | 75 km/h                 | SWA, SIG, ABB | Typ PA-90 | vor 2006 Nr. 134–135        |
| AB   | B     | 247–248  | 1993    | 17,2 t  | –             | 62            | 18 660 mm | 75 km/h                 | SWA, SIG      | Typ PA-90 | vor 2006 Nr. 234–235        |
| AB   | B     | 296      | 1993    | 16,2 t  | –             | 58            | 17 070 mm | 75 km/h                 | SWA, SIG      | Typ PA-90 | vor 2004 AB Nr. 191         |

Mit den Steuerwagen der CJ können auch die BDe 4/4 6 bis 8 der Transports Régionaux Neuchâtelois (TRN) gesteuert werden, die auf der Strecke La Chaux-de-Fonds–Les Ponts-de-Martel verkehren. Die ABt 141–144 der AB passen auch zur Ge 4/4 1.

## Änderungen
Als sich im Jahr 2006 die Bahnen im Kanton Appenzell zu den neuen Appenzeller Bahnen zusammenschlossen, waren die Fahrzeugnummern 31–35 bereits von den BDe 4/8 belegt, die von der Trogenerbahn stammten. Die BDe 4/4 erhielten die Nummern 41–45, die zugehörigen Steuerwagen ABt 131–135 wurden entsprechend zu ABt 141–145 umnummeriert.

## Bildergalerie

### Chemins de fer du Jura

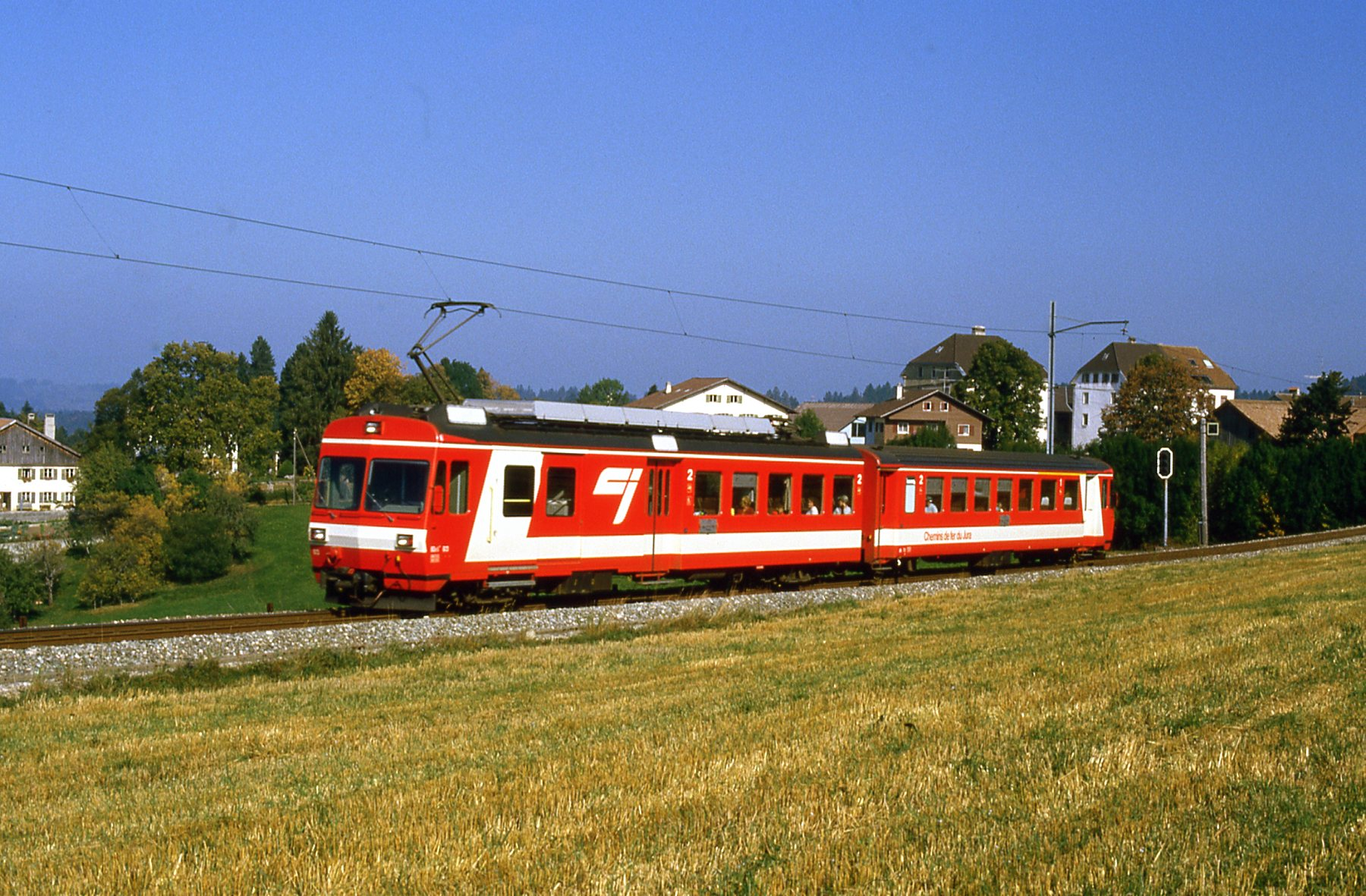
Pendelzug mit BDe 4/4 II 613 kurz nach Saignelégier
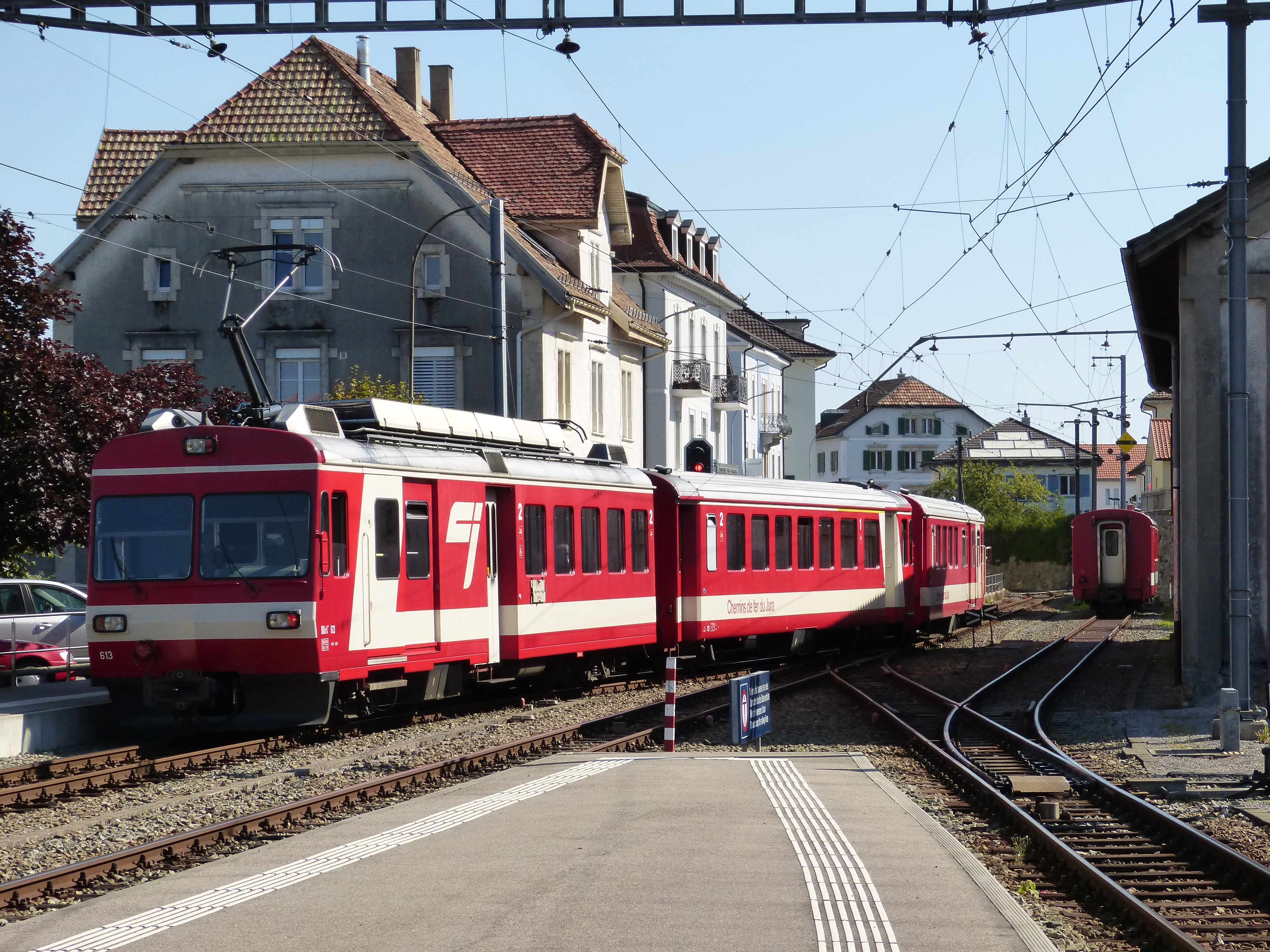
Der gleiche Triebwagen bei der Ausfahrt aus dem Bahnhof Saignelégier in Richtung Glovelier
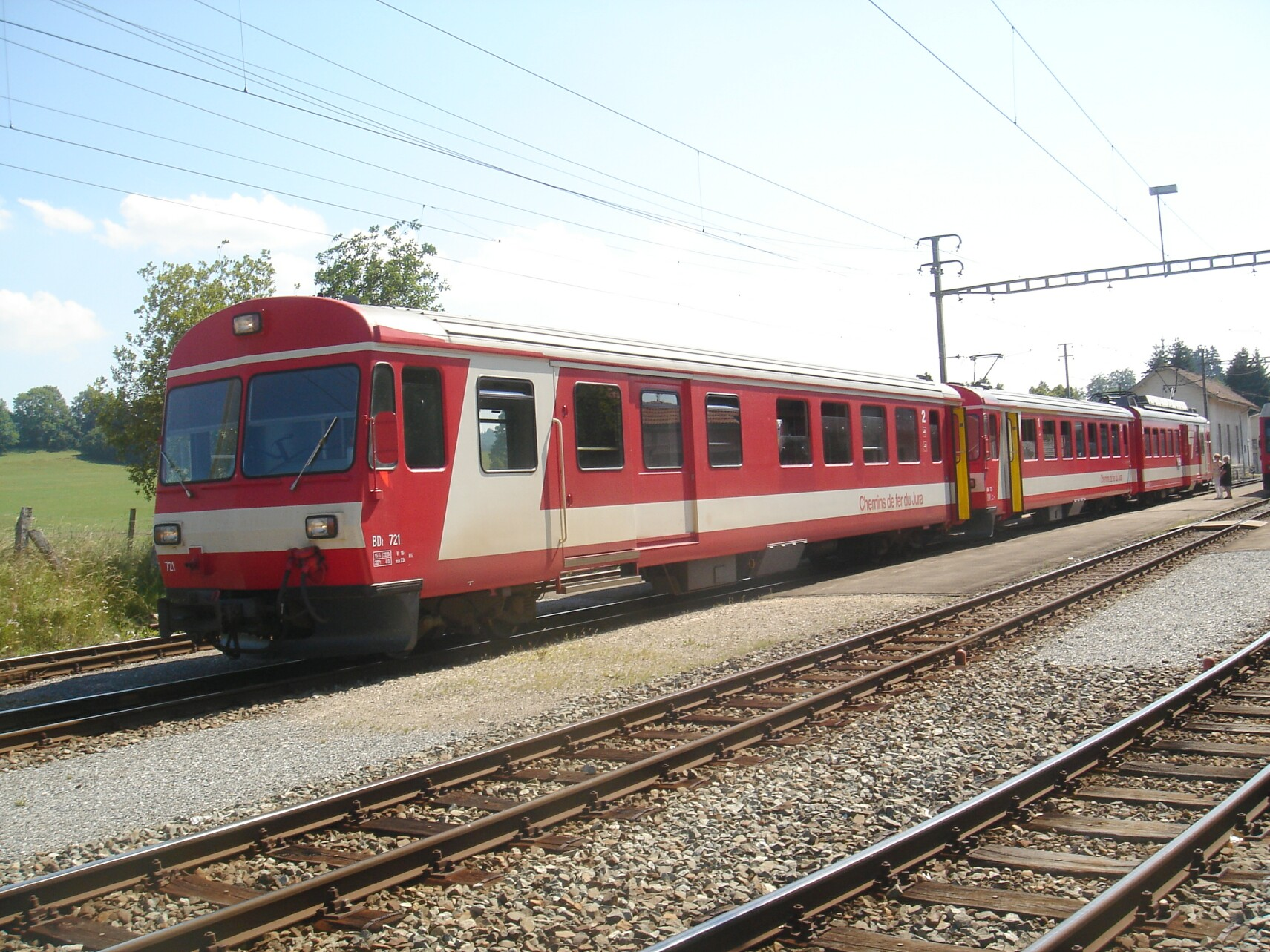
Aus zwei Steuerwagen BDt 721 und ABt 713 und Triebwagen BDe 4/4 II 613 bestehender Zug in Le Noirmont

### Appenzeller Bahnen

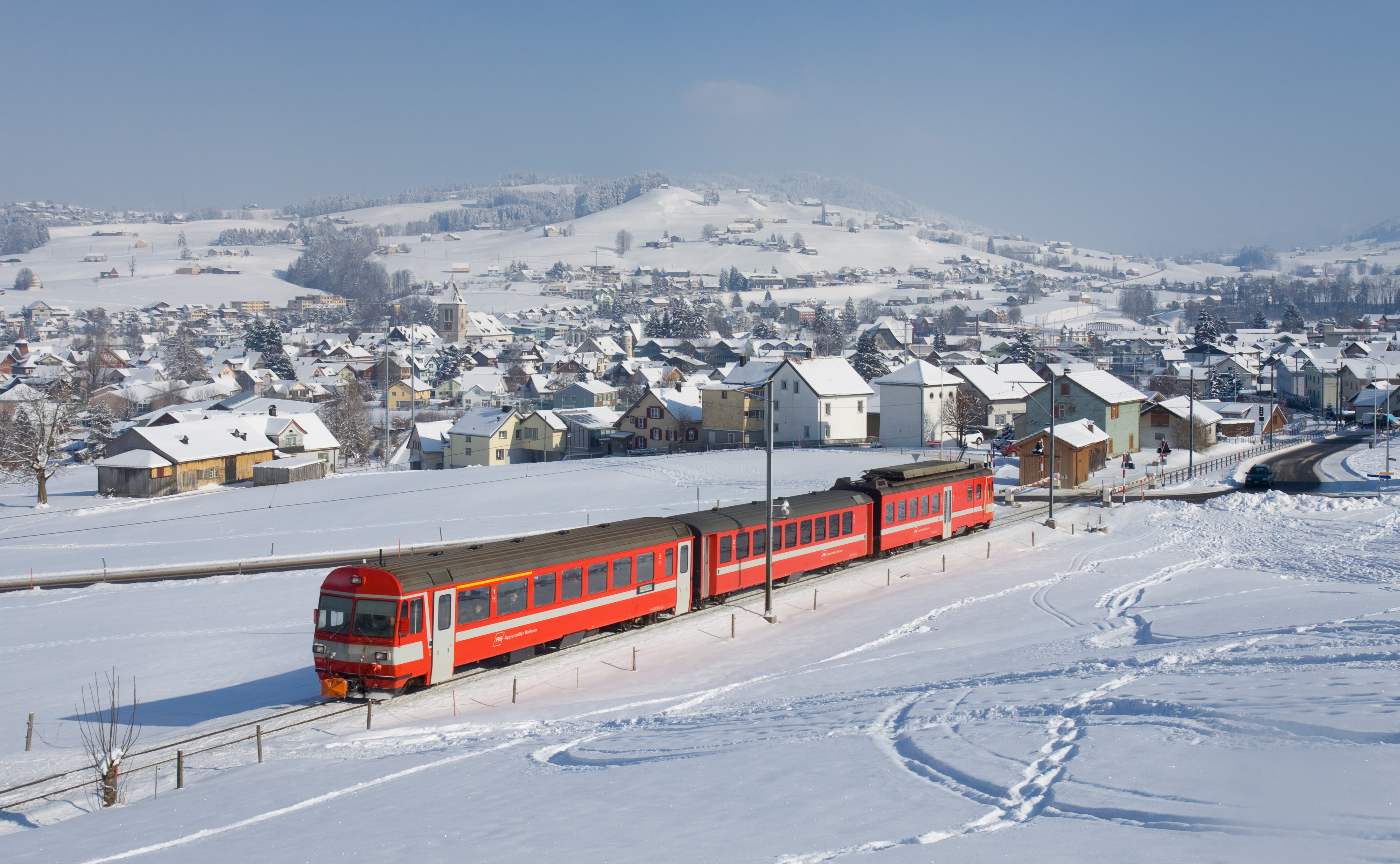
Eine Komposition mit einem BDe 4/4 II der zweiten Serie hat soeben Appenzell verlassen.
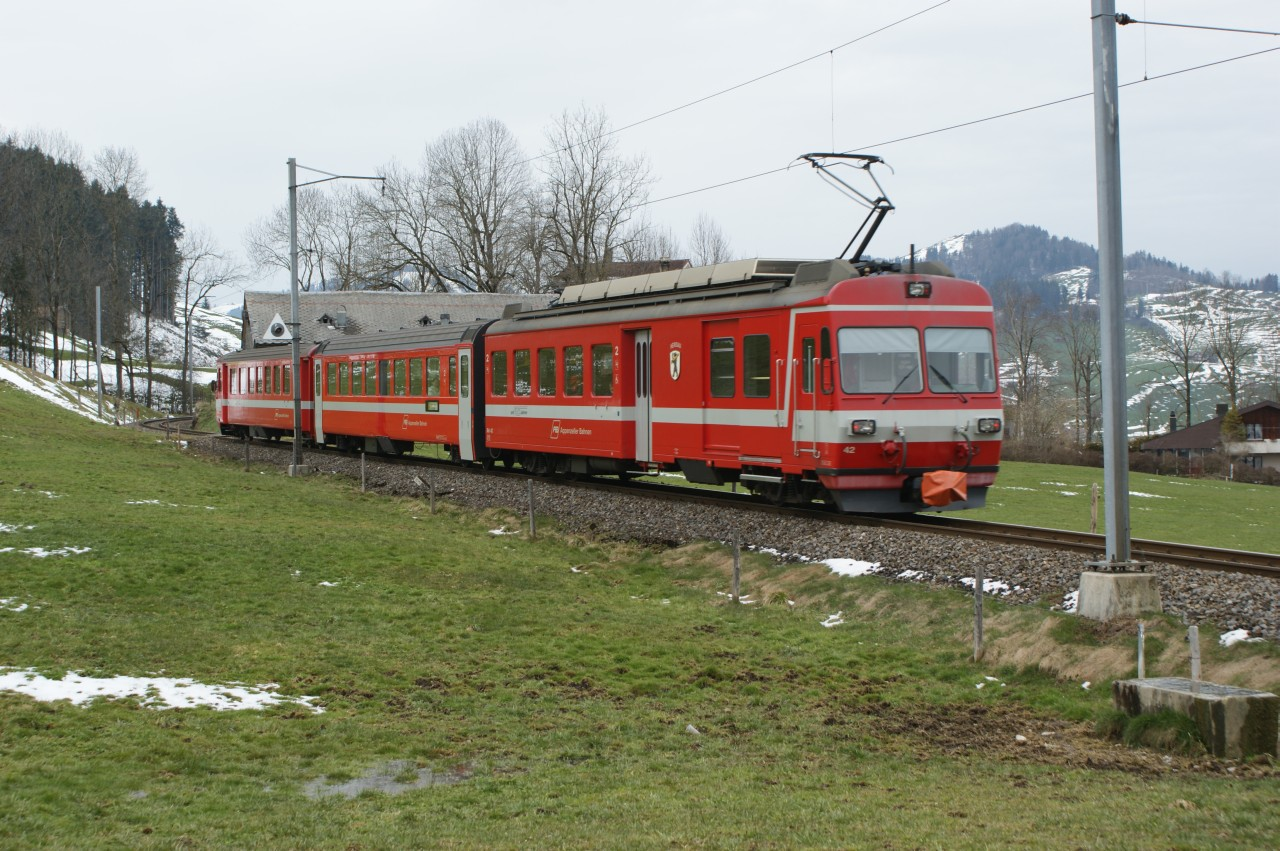
Triebwagen BDe 4/4 II 42 mit B 248 und ABt 142 oberhalb von Appenzell
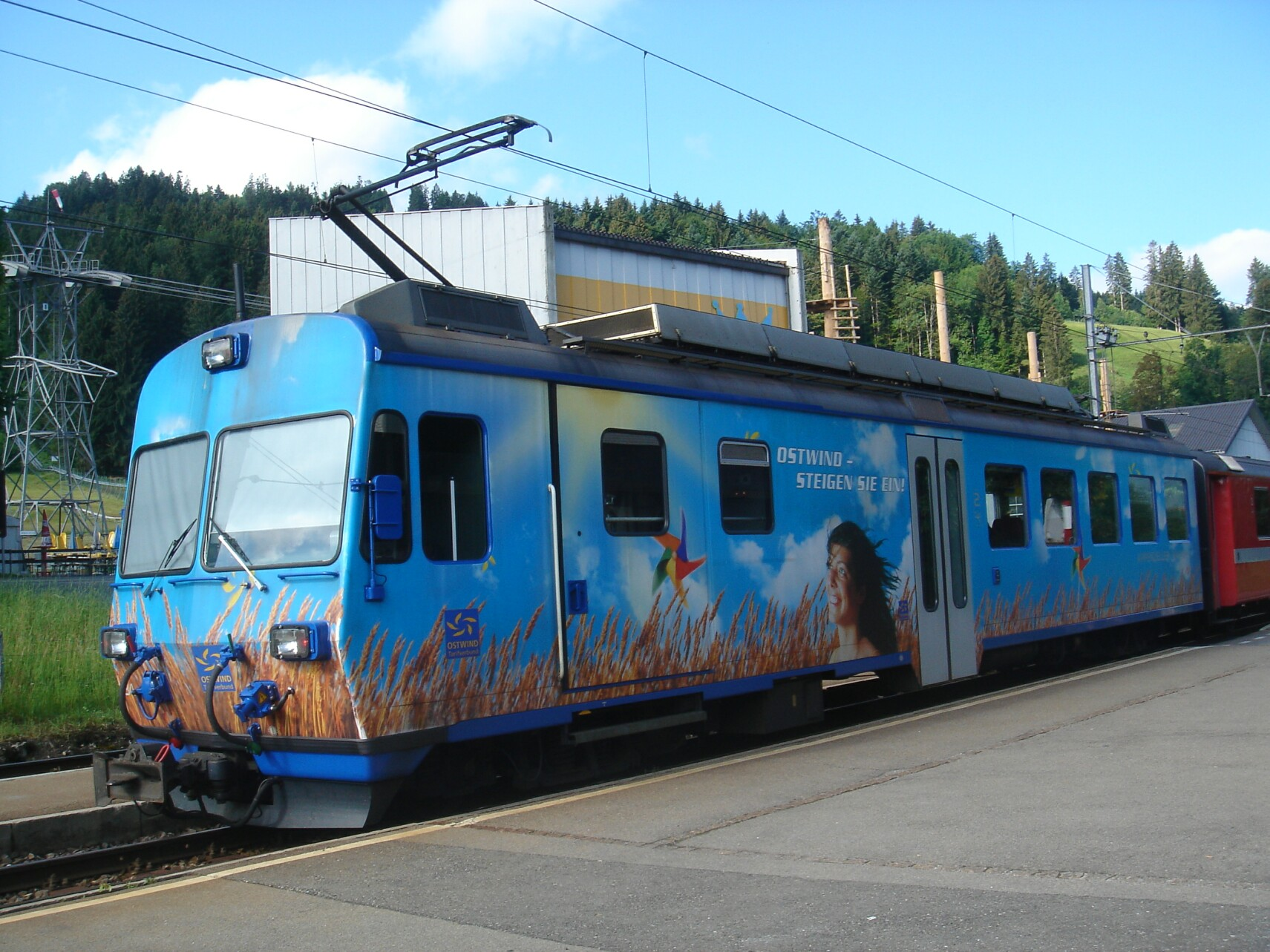
Triebwagen BDe 4/4 II 34 mit Werbeanstrich für den Ostschweizer Tarifverbund Ostwind in Gontenbad
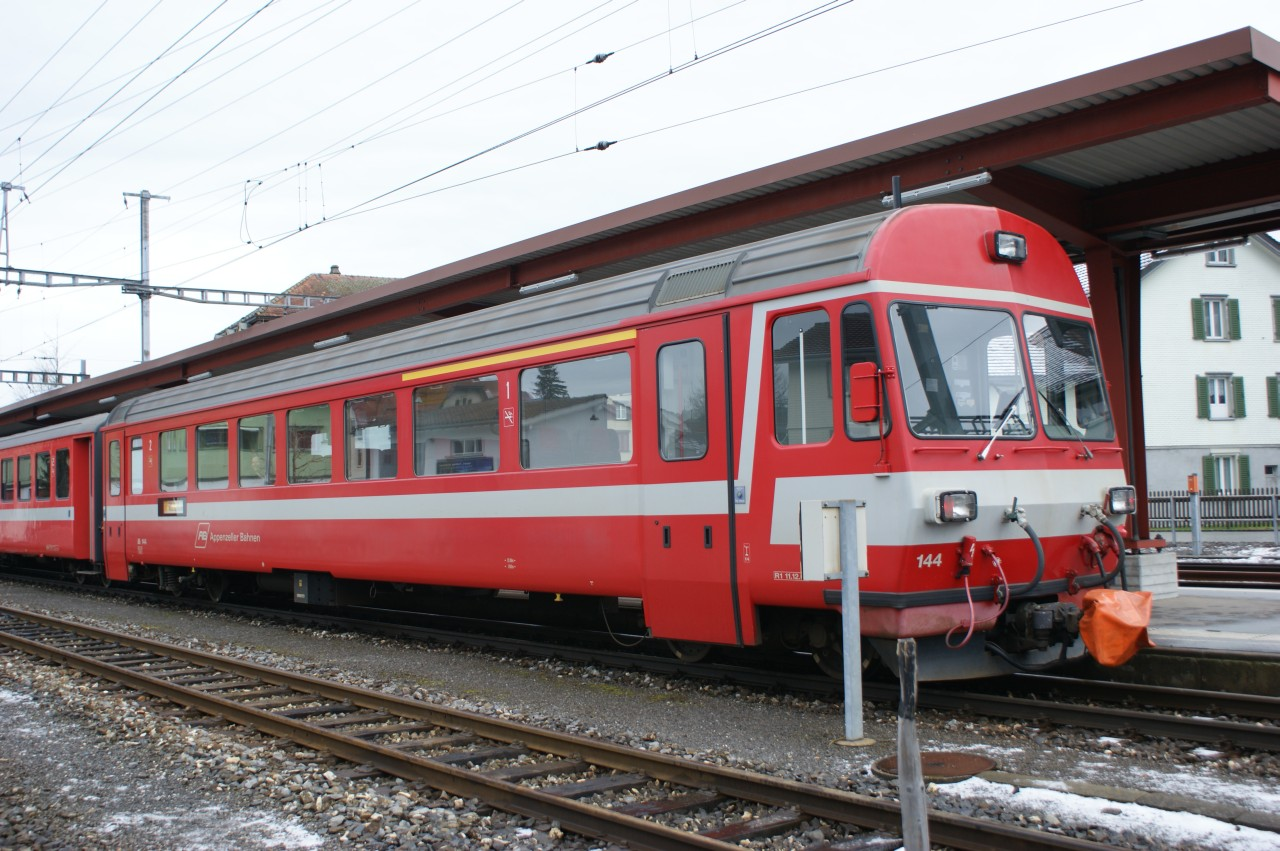
Steuerwagen ABt 144 der zweiten Serie mit aussenbündigen Türen in Appenzell